# Badenstraße 42 (Stralsund)

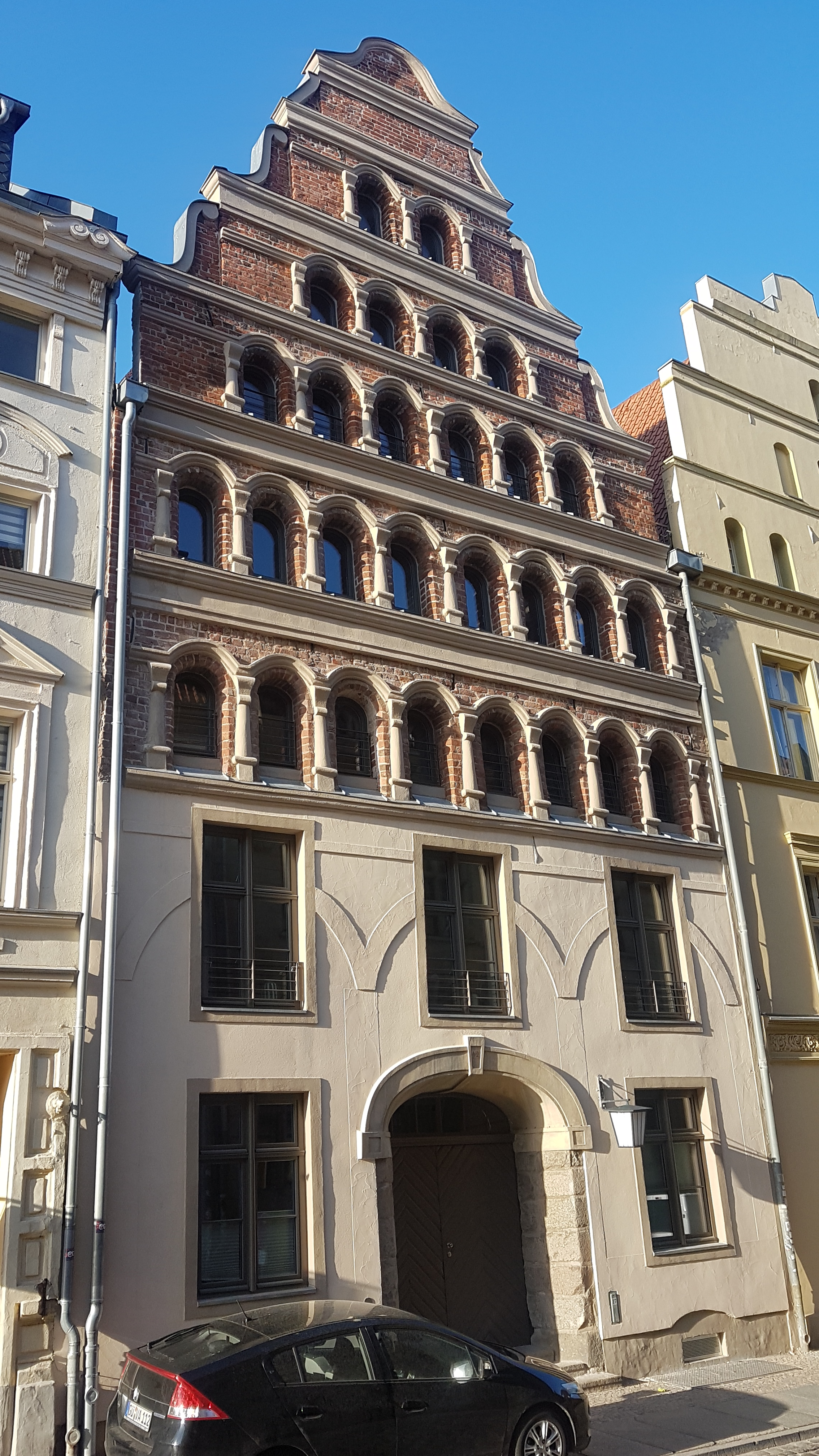
Das Haus Badenstraße 42 in Stralsund

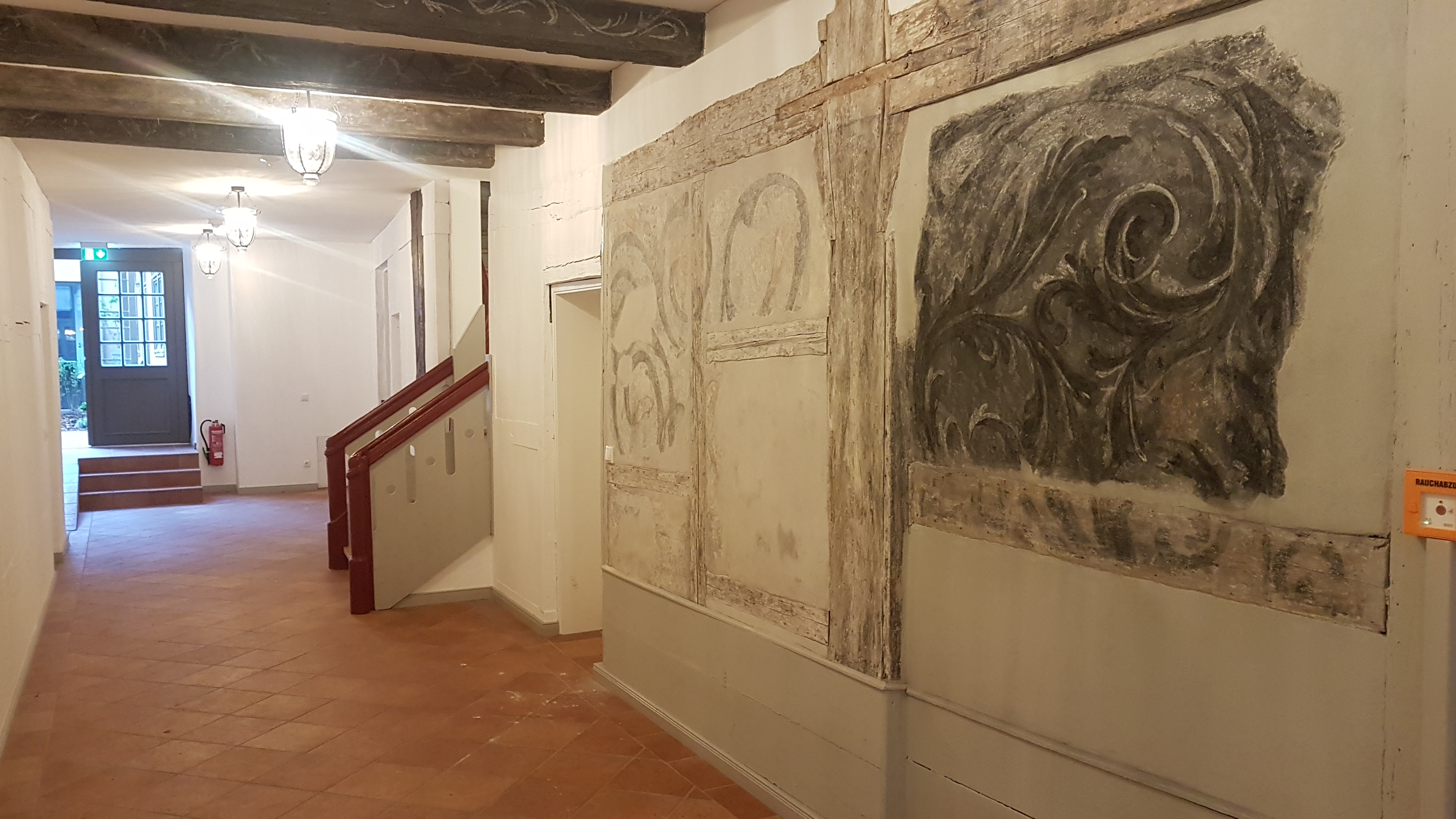
Akanthusmalereien im Flur des Haupthause an Wand und Balken

Das Haus mit der postalischen Adresse Badenstraße 42 ist ein unter Denkmalschutz stehendes Gebäude in der Badenstraße in Stralsund.
Das ursprünglich fünfgeschossige, dreiachsige Giebelhaus wurde zu Beginn des 17. Jahrhunderts errichtet. Es ist ein Beispiel der niederländischen Renaissance-Baukunst in Stralsund.
Die beiden unteren Geschosse wurden im 18. Jahrhundert erneuert. Das Gebäude stand nach dem Mauerfall leer, bis es in den Jahren 2015 bis 2018 aufwendig saniert und denkmalschutzgerecht restauriert wurde. Der dreigeschossige Volutengiebel mit geschweiftem Aufsatz ist original erhalten. Während die beiden unteren Geschosse verputzt sind, ist der obere, original erhaltene Teil backsteinsichtig und durch Putz-/Stuckelemente untergliedert.
Im Rahmen der Sanierung des Objektes ist auch im Kemladen die historische Raumstruktur wiederhergestellt worden. Die Fenster des Kemladens haben ihre liegenden Formate zurückerhalten. Alte Stuckverzierungen sind sowohl in den Räumen des Kemladens als auch im Haupthaus ebenso restauriert worden, wie die vom Hausflur des Haupthauses in das erste Obergeschoss führende barocke Treppe und Akanthusmalereien an einer Wand und an Originalbalken im Hausflur.
Das Haus wird nach der Sanierung als Wohnhaus genutzt und liegt im Kerngebiet des von der UNESCO als Weltkulturerbe anerkannten Stadtgebietes des Kulturgutes „Historische Altstädte Stralsund und Wismar“. In die Liste der Baudenkmale in Stralsund ist es mit der Nummer 68 eingetragen.